# 新和站 (广州地铁)
新和站是廣州地鐵14號線的一座高架車站，位於中國廣東省廣州市白云区105國道與九龍大道交叉口東南側、新和村西南側。车站于2017年12月28日随14號線知識城支線通车而启用，2018年12月28日随14号线一期开通而成为广州首座高架换乘车站。

## 車站構造

### 车站楼层
本站共有三层，地面为設備層和人行道、105國道以及其他建筑，地上二層為站廳層，地上三层為月台層。
| 地上三层 | 2 站台   | █14号线 嘉禾望岗方向（下站：马沥 / 快车：白云东平）      |  |  |
|          | 岛式站台 |                                                          |  |  |
|          | 4 站台   | █14号线支線 終點站台                                     |  |  |
|          | 3 站台   | █14号线支線 镇龙方向（下站：红卫）                       |  |  |
|          | 岛式站台 |                                                          |  |  |
|          | 1 站台   | █14号线 东风方向（下站：太平 / 快车：从化客运站）        |  |  |
| 地上二层 | 站廳     | 售票機、客服中心、商店、警务室、安检设施、卫生间、母婴室 |  |  |
| 地面     |          | 出入口、设备房及市政设施                                 |  |  |

### 站厅

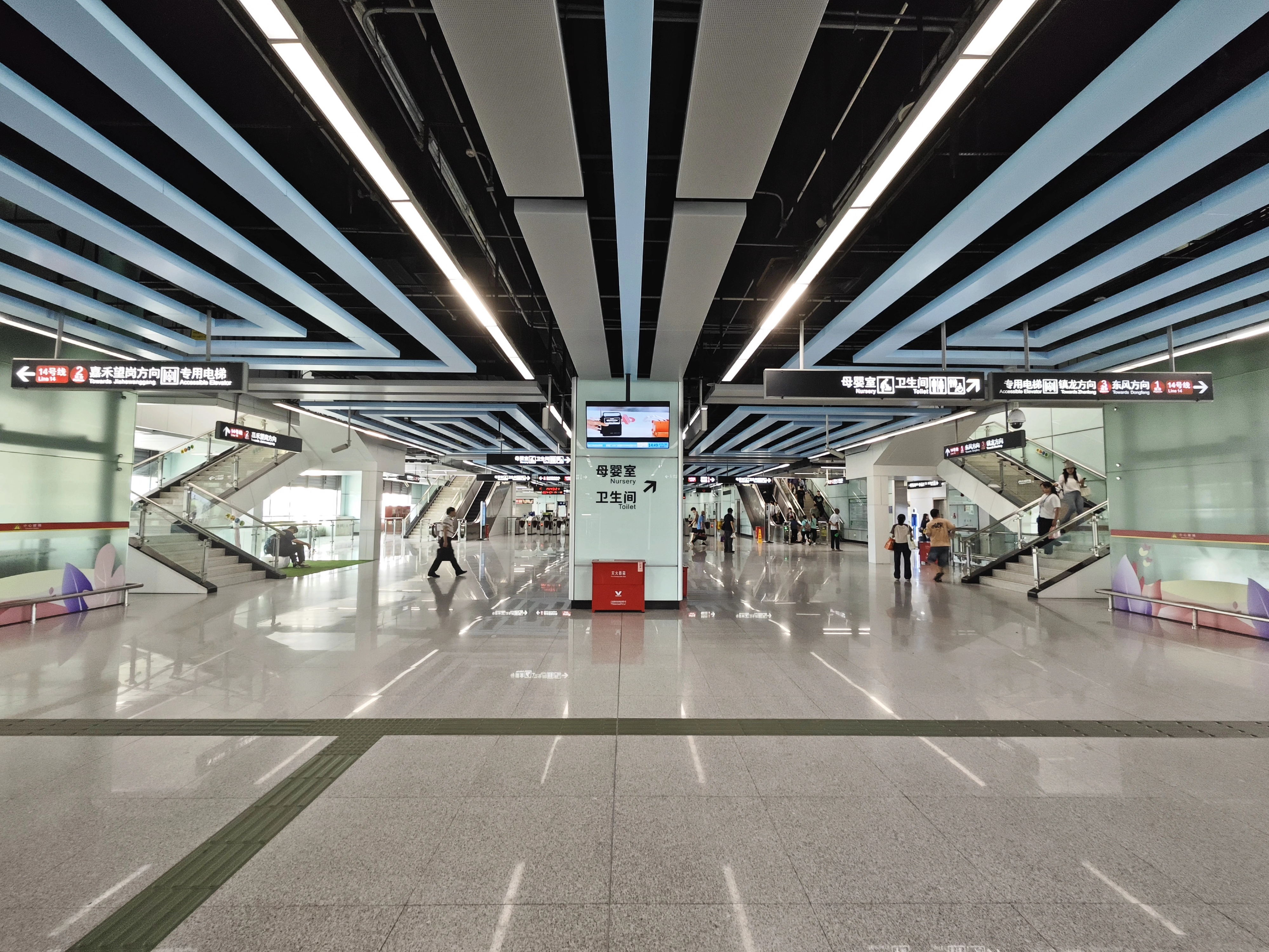
站厅

新和站站厅設有售票機及客務中心；亦设有便利店、面包糕饼店，以及自动照相机、自动售卖机和自动售卡/充值机等自助服务设施。
为方便行人进出，目前站厅中心的东南侧被划分为收费区，收费区内各自设有三條扶手电梯、兩組楼梯和一台专用电梯供乘客前往不同方向的月台。
另外，本站的卫生间及母婴室均设于站厅付费区内东北侧。

### 月台與換乘
新和站在105國道東側的上空设有两个並排的岛式月台，由14號線主線與知識城支線共用。主線使用外侧的1號和2號月台，支線使用内侧的3號和4號月台。两个岛式月台均各自设有2个空调候车室。
乘客可在本站換乘14號線主線和知識城支線，本站為順向跨月台轉車站，乘客可以走到對面月台直接換乘另一列列車前往目的地（例如主線东风方向換乘至支線鎮龍方向），或途經站廳至另一月台換乘另一列列車前往目的地（例如支線抵站後換乘至主線东风方向）。
另外，月台南端設有渡線連接主線和支線，可供主支線貫通運營（在21号线剩余段开通之前曾贯通运营）；而內側支線月台北側設有一條單渡線供支線進行站前折返；南側設有一組交叉渡線供支線進行站後折返。

### 出入口
新和站目前设有3个出入口供乘客进出车站，其中A出入口设有和C出入口设有专用电梯、盲道以及轮椅坡道。
|                                           |                                                       |      |          |                                        |
| 编号                                      | 设施                                                  | 照片 | 出口指示 | 建议前往的目的地                       |
| A                                         | 盲道标志 · 升降机标志 · 无障碍通道标志 · 扶手电梯标志 |      | 广从九路 | 公交：新和站（东北行）、地铁新和站总站 |
| B                                         | 扶手电梯标志                                          |      | 广从九路 | 九佛西路                               |
| C                                         | 盲道标志 · 升降机标志 · 无障碍通道标志 · 扶手电梯标志 |      | 广从九路 | 公交：新和站（西南行）                 |
| 註： 設有 \| 設有 \| 設有 \| 設有扶手電梯 |                                                       |      |          |                                        |

|}

## 接驳交通
| 编号 | 编号      | 线路                 | 线路 | 线路                     | 收费  | 备注                   |
| ---- | --------- | -------------------- | ---- | ------------------------ | ----- | ---------------------- |
|      | 650       | 大罗村（省女子监狱） | ⇆    | 知识城南（地铁何棠下站） | 3元   |                        |
|      | 714       | 花都北兴             | ⇆    | 钟落潭（白云星汇城）     | 2元   | 经杨一村               |
|      | 738       | 马洞森林公园         | ↺    | 湴湖村委                 | 2元   |                        |
|      | 夜116     | 花都北兴             | ⇆    | 钟落潭（白云星汇城）     | 3元   | 经杨一村 714路附属线路 |
|      | 从5延长线 | 从化图书馆           | ⇆    | 广东工贸职业技术学院     | 2–3元 |                        |

| 编号 | 编号       | 线路       | 线路 | 线路                 | 收费 | 备注                      |
| ---- | ---------- | ---------- | ---- | -------------------- | ---- | ------------------------- |
|      | 725        | 地铁新和站 | ⇆    | 钟落潭（白云星汇城） | 2元  |                           |
|      | 826        | 地铁新和站 | ⇆    | 陈洞村               | 3元  |                           |
|      | 高峰快线72 | 地铁新和站 | ⇆    | 花都北兴             | 2元  | 714路附属线路，30–60分/班 |
|      | 从805      | 地铁新和站 | ⇆    | 分水                 | 2元  |                           |

## 利用狀況
新和站附近僅有新和村一帶的民房建築及農田綠地，進出站的乘客僅為需要來往廣州市的附近居民。但本站作為14號線主支線的換乘站以及主线快車的中途停靠站，以換乘的客流為主：除了在本站換乘來往主線及支線的客流外，亦有不少來往非快車停靠站的乘客會使用本站在快車和普通車之間換乘，以節省乘車時間。

## 歷史
本站最早在2003年的地铁规划方案出现，為當時的新华线的其中一個車站。後來新華線分拆為來往花都區的9號線和來往從化區的14號線，本站成為14號線的車站之一。
2010年，14号线確定要增設知識城支線，其中選擇了本站作為主支線分岔站，位置亦選擇在广从公路近九龙大道口以南250米的地方。其中路线亦提出了設置快慢線，本站被確定為快線停車站。
本站原計劃在2014年秋开始動工，但是進場施工時遇上阻力，因为車站位處高架，更涉及拆遷新和地区共47间民宅及二十座村社集体物业。虽然有29户村民和二十座村社集体物业都同意拆遷建設車站，但仍有18户村民一直不願意签订拆迁补偿协议。2015年5月13日，18户村民当中，有3户成功签约搬離，剩餘15户因为被政府查明是违章建筑而遭强制拆除；是次强拆在半年后被认定为违法行为。随后地铁方在2015年6月27号开始進场施工，期间將知识城支线區間横穿过的一间废弃加油站拆除。而高架及盾构區段先后在2016年10月30日中午和2017年1月12日才合拢和貫通。
2017年12月11日，车站通过工程验收。同月28日，本站隨著14号线知識城支綫開通試運營开放，并启用3号和4号月台；一年后14號線一期主線开通，本站1號和2號月台啟用。
2022年年末疫情期间，本站曾受防控措施影响，于2022年11月21日至27日暂停进出站，仅保留站内换乘服务。

## 未来发展
14号线知识城支线未来将延伸并成为27号线，本站届时将成为两线的换乘车站。